# Laurentophryne parkeri
Laurentophryne parkeri is een kikker uit de familie padden (Bufonidae).
De soort werd voor het eerst wetenschappelijk beschreven door Raymond Ferdinand Laurent in 1950. De kikker werd oorspronkelijk tot het geslacht Wolterstorffina gerekend, later werd de soort in een monotypisch geslacht geplaatst door Joseph Anton Tihen. Tihen noemde het geslacht als eerbetoon aan de oorspronkelijke auteur; 'Laurento-phryne' wat vrij vertaald Laurents pad betekent.
Laurentophryne parkeri komt voor in Afrika en is endemisch in Congo-Kinshasa. De kikker is slechts op enkele locaties aangetroffen in bergbossen. Er is verder vrijwel niets bekend over de biologie en de levenswijze van de soort. De kikker is al sinds enige tijd niet meer in het wild waargenomen. Het ontbreken van herpetologisch veldonderzoek naar de soort is hier waarschijnlijk debet aan.
Adenomus · 
Altiphrynoides · 
Amazophrynella · 
Anaxyrus · 
Ansonia · 
Atelopus · 
Barbarophryne · 
Blythophryne · 
Bufo · 
Bufoides · 
Bufotes · 
Capensibufo · 
Churamiti · 
Dendrophryniscus · 
Didynamipus · 
Duttaphrynus · 
Epidalea · 
Frostius · 
Ghatophryne · 
Incilius · 
Ingerophrynus · 
Laurentophryne · 
Leptophryne · 
Melanophryniscus · 
Mertensophryne · 
Metaphryniscus · 
Nannophryne · 
Nectophryne · 
Nectophrynoides · 
Nimbaphrynoides · 
Oreophrynella · 
Osornophryne · 
Parapelophryne · 
Pedostibes · 
Pelophryne · 
Peltophryne · 
Phrynoidis · 
Poyntonophrynus · 
Pseudobufo · 
Rentapia · 
Rhaebo · 
Rhinella · 
Sabahphrynus · 
Schismaderma · 
Sclerophrys · 
Strauchbufo · 
Truebella · 
Vandijkophrynus · 
Werneria · 
Wolterstorffina · 
Xanthophryne